# パクス・シニカ
パクス・シニカ（ラテン語: Pax Sinica、簡体字：中华治世、繁体字：中華治世）とは、中国主導による東アジアにおける平和な時代を意味する史学上の用語。パクス・シニカの複数の時期を合計すると、およそ2000年もの長さにおよぶ。
東洋のパクス・シニカは最初に漢の時代に出現し、ローマ帝国主導の西洋のパクス・ロマーナの時期と一致した。これはユーラシア史における長距離旅行と貿易を刺激したが、パクス・シニカとパクス・ロマーナはともに200年ごろには衰退していった。

## 成り立ちと近隣地域への影響
中華文明は古代の中心から現代にかけて中国化の工程によって徐々に膨張し、漢の発展段階で多数派であった漢人にさまざまな民族を吸収した。後の帝国時代、中国は外部よりも内部に目を向けるようになり、多くの場合より小さい、あるいは後進的な隣人に朝貢を要求するだけになった。パクス・シニカは冊封と言う形で現れ、唐の時代、吐蕃より東、突厥より南のほぼ全ての地域を影響下に置いた。この時代がパクス・シニカの全盛期となり、シルクロードを通した貿易などで利益を上げた。唐が衰えると日本やモンゴル、チベットでは中華文明からの脱却が行われ、日本では国風文化が育まれ、吐蕃ではチベット仏教が発展していった。

## 歴史上のパクス・シニカ

### 漢
パクス・シニカの最初の時代は中国の漢代に始まった 。国内では中国の封建制の荒廃により皇帝の権力が強化され、文景の治と明章の治は社会的安定および経済的繁栄の時代であった。外部的には、一連の戦争の後に遊牧民である匈奴によりもたらされた脅威を無力化した。唐の境界は、現在の新疆ウイグル自治区西部や韓国（ソウル付近）、ベトナムのフエ周辺にまで拡張された。漢の外交官であった張騫が中央アジアにおいて多くの部族や国々と接触し、貿易や文化交流を促進したことで、シルクロードは東西を結ぶ主要なルートとして台頭した。
漢王朝によって確立されたパクス・シニカは、ローマ帝国のパクス・ロマーナと比較されることがある。漢のパクス・シニカは、数十年におよぶ内乱とその後の漢の滅亡、そして三国時代という分裂期へ移行したことで終焉を迎えた。

### 唐
唐は中国史における黄金時代およびパクス・シニカの1つとして大陸を支配し、当時世界最大の都市であった都の長安は経済と文化の一大拠点ともなっていた。シルクロードは唐とその外界との経済・文化交流を促進し、そのなかでもペルシア人とソグド人は中国との取引から最も恩恵を受けた。北方では第1突厥を破って併合し、西は現代のアフガニスタンやアラル海から東は樺太にまでその勢力を広げた。
最盛期の唐は72にもおよぶ朝貢国への覇権を維持し、この時代の中国文化は活性化、多様化、そして国際化した。遣唐使によって飛鳥時代から平安時代にかけての日本との交流も増え、唐代以降は日本文化や政治へ及ぼす中国大陸の影響が顕著になっていった。

### 元
元はモンゴル系民族によって支配された王朝であり、モンゴル帝国の主要な構成要素であった。元は天命を押し除けた正統な中国王朝とみなされることもあるが、歴史家は通常、パクス・モンゴリカの下の平和な時代に分類する。

### 明
明もパクス・シニカを創出した王朝として数えられ、この時代に中国の冊封体制が制度化されたことから、当時の明の政治力の大きさを物語っている。鄭和が率いた7度にわたる南海遠征は、明の国力を東南アジアや南アジア、中東、そして東アフリカまでの各地に伝えた。また、明代の中国は李氏朝鮮の文化や政治にも大きな影響を与えた。

### 清
清はもうひとつのパクス・シニカの到来を告げ、その最盛期には、領土に関しては世界第4位の帝国として君臨し世界の陸地の9.87%を占めた。康乾盛世では平和が保たれ、経済の繁栄と領土が拡大した時期でもあった。清の多文化・多民族性は、その後の中華民族の近代的な民族概念形成の基礎となった。清の君主は満州民族であったことから、この平和な時代は「パクス・マンジュリカ（Pax Manjurica）」としても知られている。